# Пад Крак де Шевалијеа
Опсаду Крак де Шевалијеа извршили су Мамелуци предвођени султаном Бајбарсом. Трајала је од 3. марта до 29. новембра 1271. године, а завршена је муслиманским освајањем једне од најзначајнијих крсташких тврђава у Светој земљи. 

## Увод
Мамелучки војсковођа Бајбарс истиче се током Седмог крсташког рата када су муслимани успели да одбију напад француског краља Луја IX на Египат, наневши им поразе код Мансуре и Фарискура (1248-1254). Уследила је муслиманска офанзива која је претила да у потпуности истисне хришћане из Свете земље. На неко време она је заустављена монголским продором, али је Бајбарс у бици код Ајн Џалута успео да заустави монголски продор на Левант и отклони опасност од источног непријатеља. Осам година касније покренуо је џихад са намером да истера хришћане из Свете земље. Пад Кнежевине Антиохије, једне од првих формираних крсташких држава у Светој земљи током Првог крсташког рата, довео је до покретања новог крсташког рата од стране краља Луја. Међутим, Луј је поход усмерио на Тунис, а у њему је и умро, што је отворило пут даљим Бајбарсовим освајањима. Крак де Шевалије била је једна од најзначајнијих крсташких тврђава у Светој земљи.

## Опсада
Пре напада на Крак де Шевалије, Бајбарс је освојио мања утврђења у близини, укључујући и тврђаву Бланк. Бајбарсова војска је 3. марта 1271. године стигла пред Крак де Шевалије. У тренутку султановог доласка, Мамелуци су тврђаву већ неколико дана држали под опсадом. Постоје три арапска приказа опсаде. Само један је писан од стране савременика догађаја - Ибн Шадада, који није присуствовао опсади. Сељаци који су живели у околини побегли су у тврђаву. Бајбарс је почео подизати мангонеле, опсадно оружје. Бајбарсова војска је опседала град до 29. новембра 1271. године, када је успела да га заузме. 